# ジャーディン・サイクル・アンド・キャリッジ
ジャーディン・サイクル・アンド・キャリッジ（Jardine Cycle & Carriage SGX: C07, OTC Pink JCYGY）はシンガポールを拠点とする自動車販売会社であり、自動車関連企業の企業複合体。シンガポール、マレーシア、インドネシア、オーストラリアなどで営業している。香港を拠点とするジャーディン・マセソン・ホールディングスのグループ企業で、シンガポール証券取引所のストレーツ・タイムス指数の採用銘柄。

## 歴史
1899年にクアラルンプールでチュア兄弟がフェデラル・ストアーズ（Federal Stores）を開店した。同年6月15日にサイクル・アンド・キャリッジを設立。1918年に非公開有限責任株式会社として登記、その後公開株式会社として1926年にシンガポールでサイクル・アンド・キャリッジ (1926)（Cycle & Carriage Company (1926) Limited）として再設立。1969年にはサイクル・アンド・キャリッジに社名を変え、マレーシア・シンガポール証券取引所に上場した。1977年には子会社のサイクル・アンド・キャリッジ・ビンタンがクアラルンプール証券取引所に上場。2002年にジャーディン・マセソン・ホールディングス傘下のジャーディン・ストラテジック・ホールディングスが50%の株式を取得しジャーディン・マセソンのグループ企業となる。2004年にジャーディン・サイクル・アンド・キャリッジに社名を変更した。

## 関連する企業
以下の関連企業と持ち株比率は2013年2月28日現在。アストラグループは上場企業のみ掲載。
- アストラ・インターナショナルIDX: ASII（50.1%）
  - Astra Aglo Lestari IDX: AALI（80%）
  - ユナイテッド・トラクターズ（英語版） IDX: UNTR（60%）
  - Astra Otoparts IDX: AUTO（96%）
  - Astra Graphia IDX: ASGR（77%）
  - プルマタ銀行（英語版） IDX: BNLI（45%）
- Singapore Motors（100%）
- Cycle & Carriage Bintang（59%）
- Tunas Ridean（44%）
- Truong Hai Auto Corporation（32%）